# Кирьянов, Матвей Михайлович
Матве́й Миха́йлович Кирья́нов (1865 — ?) — член Государственной думы Российской империи II созыва от Олонецкой губернии.

## Биография
Родился в зажиточной крестьянской семье.
Окончил сельскую школу и Олонецкую губернскую гимназию.
Купец, вёл торговлю лесом.
В феврале 1907 года избран в Государственную думу Российской империи II созыва. Член конституционно-демократической фракции, член комиссии думы по местному самоуправлению.